# Superfrog
Superfrog es un juego de plataformas 2D de desplazamiento lateral desarrollado originalmente para la Amiga y distribuido en 1993 por Team17. Los lanzamientos posteriores fueron gestionados por Ocean Software y GOG.com.

## Jugabilidad
El objetivo del juego es encontrar y derrotar a una bruja y rescatar a una princesa, mientras se logran objetivos secundarios a lo largo del juego como encontrar una llave dorada o escapar del cautiverio en un circo.
Existen 24 niveles regulares divididos en seis mundos temáticos diferentes. El objetivo de cada nivel es recolectar un número fijo de monedas y llegar a la salida, la cual solo se abrirá si Superfrog junta suficientes monedas. Los factores extra de la jugabilidad incluyen un temporizador y un número de puntos de salud, los cuales podrán ser restaurados encontrando botellas de Lucozade esparcidas por los niveles.
Dependiendo de la cantidad de monedas y frutas recolectadas y qué tan rápido el jugador haya terminado el nivel, se obtendrá un número de créditos (hasta un máximo de 15) al final de cada nivel. El jugador podrá elegir recolectar los créditos a cambio de un puntaje o apostarlos en un minijuego al estilo de las máquinas tragamonedas para ganar un bonus. La función más importante del minijuego de la máquina tragamonedas es la oportunidad de ganar un código de nivel, que le permitirá al jugador reiniciar el juego desde el comienzo del siguiente nivel más tarde.
Un nivel extra entre los mundos 5 y 6 toma la forma de un matamarcianos de desplazamiento lateral llamado Project-F en homenaje a Project-X de Team17 (hasta llegar al punto de usar una versión remezclada del tema del juego original). En lugar de recolectar monedas, el objetivo de este nivel es sobrevivir hasta el final. El nivel fue omitido en la conversión del juego a PC. Después de completar los seis mundos, el juego termina con una pequeña pelea de jefe contra la bruja en un castillo.

## Trama
La historia, la cual está presente en el manual del juego pero mayormente representada por la animación introductoria de Eric W. Schwartz, se trata de un príncipe sin nombre que fue convertido en una rana por una bruja celosa, como homenaje al cuento de hadas del príncipe rana. Su novia princesa es secuestrada por la misma bruja. Posteriormente, pasando por el «río de la desesperación», el príncipe se encuentra con una botella flotante de Lucozade, otorgándole superpoderes. Con sus nuevos poderes, el príncipe parte para luchar contra la malvada bruja y salvar a la princesa.

## Desarrollo
Superfrog fue desarrollado en 1993 y lanzado para Amiga en el mismo año por Team17, actuando simultáneamente como desarrollador y distribuidor. El lanzamiento fue lo suficientemente popular para merecer una versión de Amiga CD32, la cual también podía ser jugada en algunas computadoras Amiga con lectora de CD. Debido a su popularidad duradera, fue convertido a PC por Bubball Systems en 1994 como un programa de MS-DOS. Eric W. Schwartz proporcionó la animación para la introducción. La versión de Amiga fue relanzada por Islona Software en 1999 con una portada levemente diferente. En 2012, Superfrog, junto a otros juegos de Team17, fue lanzado como descarga digital en GoodOldGames.com, siendo esta versión la primera compatible con Windows.

## Recepción
Los juegos anteriores de Team17 se volvieron relativamente raros después del lanzamiento de la popular serie Worms, aunque muchos gamers recuerdan a Superfrog con cariño por su jugabilidad sólida, desplazamiento fluido, gráficos de calidad de caricatura y música alegre del compositor Allister Brimble. Aunque fuese un lanzamiento relativamente pequeño comparado con los estándares de plataformeros exitosos como Sonic, fue bien recibido y ha retenido una base de fanes que lo considera un excelente ejemplo del género.

## Relanzamiento
El 13 de febrero de 2013, Team17 anunció que revivirían a Superfrog por su 20.º aniversario lanzando una versión en HD del juego en PSN. Esta versión remasterizada fue codesarrollada por Team17 y TickTockGames, conocidos previamente como Bubball Systems, la compañía responsable del port de MS-DOS de Superfrog en 1994.
Superfrog HD fue lanzado en 2013 para PlayStation 3 y PlayStation Vita, y posteriormente para Microsoft Windows por medio de Steam,[17] OS X, Linux, Android y iOS.
En mayo de 2016, Superfrog HD fue descontinuado por Team17; debido a las bajas ventas y recepción negativa, el juego fue removido de PSN, Steam, App Store y Google Play. Al mismo tiempo, el juego original de Superfrog fue removido de GOG.com.